# 朱顯休
崇陽王朱顯休（1507年—1549年），明朝楚藩第四代崇陽王，崇陽端懿王朱均鐓之孫，崇陽端隱王（追封）朱榮𤄷的庶長子。

## 生平
嘉靖元年（1522年），朱顯休襲封崇陽王。
朱顯休與奉国将军朱荣湑、镇国中尉朱显榉等人阿附楚王朱顯榕，多行不法之事。奉国将军朱显桍诣阙舉報不法之事，卻無法得到回應，在遭到楚王的侵辱後，準備再次赴京舉報。朱顯休得知後，與朱荣湑等人率群小將朱显桍亂棒打死。事發後，朱显桍的長子朱英𤇜等人奏讼数年，都不得見效。嘉靖二十四年（1545年），楚王朱顯榕為世子朱英燿所弒。武岡王朱顯槐摄楚府事後，與宗室、儀賓一百四十人告發了朱顯休的罪狀，明世宗遂派司礼监太监黄锦、刑部右侍郎傅炯、锦衣卫指挥佥事鲍瓚前往湖廣武昌府查案。嘉靖二十八年（1549年），朱顯休以毆死從兄之罪被勒令自尽，時年四十三歲。崇陽王的封爵被廢除，直至南明時期才恢復。

## 家庭

### 妻
- 田氏，兵马副指挥田璋女，嘉靖八年（1529年）冊為崇陽王妃[4]

### 子
- 鎮國將軍朱英㷂